# Norifumi Abe
Norifumi Abe (阿部典史 Abe Norifumi?), también conocido como "Norick" Abe (Tokio, 7 de septiembre de 1975-Kawasaki, 7 de octubre de 2007), fue un piloto de motociclismo japonés.

## Biografía
Hijo de un piloto de coches, a los once años empezó a correr en minimotos, para posteriormente iniciarse en el motocross. A los quince años pasó a las carreras en pista, ganando en 1992 el campeonato japonés de 250cc, para ganarlo de nuevo al año siguiente, esta vez en la máxima categoría, los 500cc, convirtiéndose en el más joven ganador de la misma, con solo 17 años.
Al año siguiente, tuvo la oportunidad de participar en la carrera que el Mundial disputaba en su país, como piloto invitado o wild card, con el número 56. Sorprendió a todos con su rendimiento, disputando la victoria a campeones como Michael Doohan y Kevin Schwantz, cayéndose a tres vueltas del final de la carrera.
Kenny Roberts quedó tan impresionado que le ofreció participar en dos carreras más del Mundial ese mismo año, en las que consiguió dos sextos puestos, y el pasaporte a participar toda la temporada de 1995 en el equipo Yamaha.

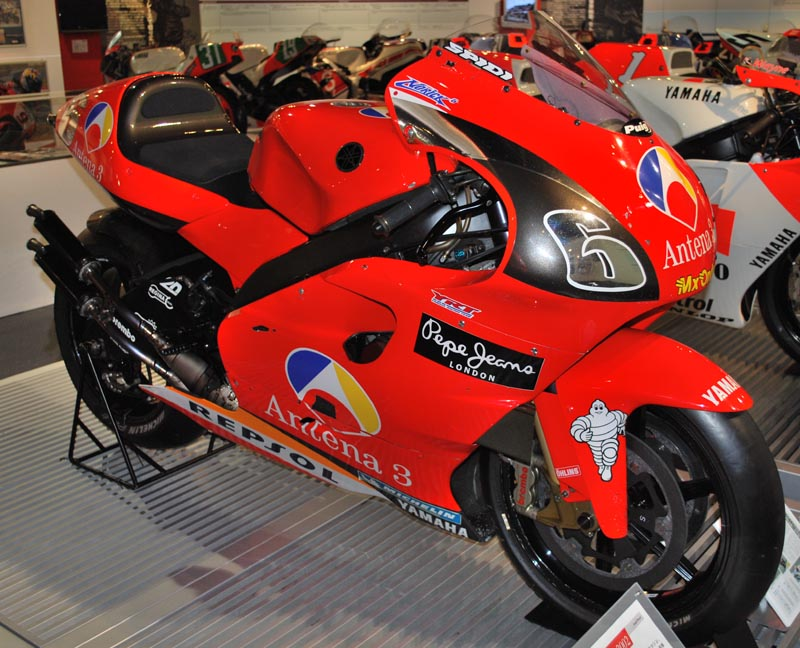
YZR500 de Abe en 2002

En esa temporada consiguió su primer podio, y su primera victoria un año después. En 1997 siguió con Yamaha, pero el director del equipo pasó a ser Wayne Rainey, consiguiendo cuatro nuevos podios a lo largo de los siguientes dos años. Se unió al equipo del expiloto español Luis d'Antin en 1999, logrando una victoria, seguida de otra al año siguiente.
Al iniciarse la normativa de MotoGP en 2002, Abe mostró su disgusto con las nuevas motos, y al incorporarlas su equipo al año siguiente, abandonó el mismo para convertirse en piloto de pruebas de Yamaha, participando en ocasiones como piloto invitado. Tras un nuevo intento en 2004, que no fue fructífero, Yamaha le ofreció un puesto en el Campeonato Mundial de Superbikes de 2005, dejándolo tras la temporada 2006, en la que no consiguió ningún podio. En 2007 participó en el campeonato japonés de Superbikes.
Tuvo un terrible accidente circulando con una motocicleta en la ciudad de Kawasaki, impactando con un camión que realizaba un cambio de sentido, muriendo pocas horas después en un hospital. Su cuerpo reposa en el cementerio del Templo Ryuunji de Yokohama.

## Resultados

### Campeonato del Mundo de Motociclismo
Sistema de puntuación de 1993 hasta 2022:
| Posición | 1.º | 2.º | 3.º | 4.º | 5.º | 6.º | 7.º | 8.º | 9.º | 10.º | 11.º | 12.º | 13.º | 14.º | 15.º |
| Puntos   | 25  | 20  | 16  | 13  | 11  | 10  | 9   | 8   | 7   | 6    | 5    | 4    | 3    | 2    | 1    |

#### Carreras por año
(Carreras en negrita indica pole position, carreras en cursiva indica vuelta rápida)
| Año  | Cat.   | Equipo                 | Moto   | 1      | 2      | 3      | 4      | 5      | 6      | 7      | 8      | 9      | 10     | 11     | 12     | 13     | 14     | 15      | 16     | Pts. | Pos. |
| ---- | ------ | ---------------------- | ------ | ------ | ------ | ------ | ------ | ------ | ------ | ------ | ------ | ------ | ------ | ------ | ------ | ------ | ------ | ------- | ------ | ---- | ---- |
| 1994 | 500cc  | Mister Yumcha Blue Fox | NSR500 | AUS -  | MAL -  | JAP NC | ESP -  | AUT -  | ALE -  | NED -  | ITA -  | FRA -  | GBR -  |        |        |        |        |         |        | 20   | 17.º |
| 1994 | 500cc  | Team Roberts-Marlboro  | YZR500 |        |        |        |        |        |        |        |        |        |        | CZE 6  | USA 6  | ARG -  | EUR -  |         |        | 20   | 17.º |
| 1995 | 500cc  | Team Roberts-Marlboro  | YZR500 | AUS 9  | MAL NC | JAP 9  | ESP 4  | ALE 8  | ITA 6  | NED 6  | FRA NC | GBR 18 | CZE NC | RIO 3  | ARG 6  | EUR NC |        |         |        | 81   | 9.º  |
| 1996 | 500cc  | Team Roberts-Marlboro  | YZR500 | MAL 8  | IDN 9  | JAP 1  | ESP NC | ITA 11 | FRA 4  | NED 6  | ALE 6  | GBR 3  | AUT 3  | CZE 11 | IMO 5  | CAT 10 | RIO 3  | AUS NC  |        | 148  | 5.º  |
| 1997 | 500cc  | Marlboro - Team Rainey | YZR500 | MAL 8  | JAP 7  | ESP 7  | ITA 7  | AUT 9  | FRA 7  | NED 10 | IMO 7  | ALE NC | RIO 5  | GBR 9  | CZE 5  | CAT 12 | IDN 5  | AUS 3   |        | 126  | 7.º  |
| 1998 | 500cc  | Marlboro - Team Rainey | YZR500 | JAP 14 | MAL NC | ESP 6  | ITA 6  | FRA 7  | MAD 2  | NED NC | GBR 3  | ALE NC | CZE 5  | IMO 6  | CAT 3  | AUS 5  | ARG 4  |         |        | 128  | 6.º  |
| 1999 | 500cc  | D'Antin - Antena 3     | YZR500 | MAL NC | JAP 3  | ESP 5  | FRA 6  | ITA NC | CAT NC | NED 6  | GBR 6  | ALE 3  | CZE NC | IMO 11 | VAL 6  | AUS 16 | RSA 9  | RIO 1   | ARG 3  | 136  | 6.º  |
| 2000 | 500cc  | D'Antin - Antena 3     | YZR500 | RSA 7  | MAL 17 | JAP 1  | ESP NC | FRA 2  | ITA 5  | CAT 2  | NED 10 | GBR 6  | ALE 11 | CZE NC | POR 9  | VAL NC | RIO 4  | PAC 5   | AUS 6  | 147  | 8.º  |
| 2001 | 500cc  | D'Antin - Antena 3     | YZR500 | JAP 4  | RSA 5  | ESP 2  | FRA 4  | ITA 9  | CAT 6  | NED NC | GBR NC | ALE 4  | CZE 4  | POR NC | VAL 8  | PAC 4  | AUS 13 | MAL 13  | RIO 6  | 137  | 7.º  |
| 2002 | MotoGP | D'Antin - Antena 3     | YZR500 | JAP 5  | RSA 7  | ESP 6  | FRA 4  | ITA 7  | CAT 16 | NED 9  | GBR 4  | ALE 6  | CZE 8  | POR 7  | RIO 6  | PAC 8  | MAL 10 |         |        | 129  | 6.º  |
| 2002 | MotoGP | D'Antin - Antena 3     | YZR-M1 |        |        |        |        |        |        |        |        |        |        |        |        |        |        | AUS Les | VAL 10 | 129  | 6.º  |
| 2003 | MotoGP | Fortuna-Yamaha         | YZR-M1 | JAP 11 | RSA 8  | ESP -  |        | ITA -  | CAT -  | NED -  | GBR -  |        | CZE -  | POR -  | RIO -  | PAC -  | MAL -  | AUS -   | VAL 9  | 31   | 16.º |
| 2003 | MotoGP | Yamaha Wild Card       | YZR-M1 |        |        |        | FRA 11 |        |        |        |        | ALE 10 |        |        |        |        |        |         |        | 31   | 16.º |
| 2004 | MotoGP | Gauloises-Tech 3       | YZR-M1 | RSA 9  | ESP 11 | FRA NC | ITA 7  | CAT 9  | NED 11 | RIO 8  | ALE NC | GBR NC | CZE 8  | POR 10 | JAP NC | QAT 7  | MAL 12 | AUS 17  | VAL 10 | 74   | 13.º |

### Campeonato Mundial de Superbikes

#### Carreras por año
| Año  | Moto          | 1      | 1     | 2     | 2     | 3       | 3     | 4      | 4      | 5       | 5     | 6       | 6      | 7     | 7     | 8      | 8       | 9       | 9     | 10    | 10    | 11      | 11    | 12     | 12    | Pts. | Pos. |
| Año  | Moto          | R1     | R2    | R1    | R2    | R1      | R2    | R1     | R2     | R1      | R2    | R1      | R2     | R1    | R2    | R1     | R2      | R1      | R2    | R1    | R2    | R1      | R2    | R1     | R2    | Pts. | Pos. |
| ---- | ------------- | ------ | ----- | ----- | ----- | ------- | ----- | ------ | ------ | ------- | ----- | ------- | ------ | ----- | ----- | ------ | ------- | ------- | ----- | ----- | ----- | ------- | ----- | ------ | ----- | ---- | ---- |
| 2005 | Yamaha YZF-R1 | QAT 10 | QAT 7 | AUS 6 | AUS 8 | ESP Ret | ESP 5 | ITA 10 | ITA 12 | EUR Ret | EUR 8 | RSM Ret | RSM 15 | CZE 9 | CZE 4 | GBR 11 | GBR Ret | NED Ret | NED 9 | ALE 9 | ALE 8 | IMO Ret | IMO C | FRA 10 | FRA 9 | 123  | 13.º |